# Shō Toku
Shō Toku (尚 徳, Shō Toku, 1441–1469) est le fils de Shō Taikyū et dernier roi de la première dynastie Shō. Il arrive au pouvoir en tant que jeune homme dans un royaume dont le trésor est épuisé. Il engage des efforts pour conquérir les îles et porte Hachiman sur sa bannière pour souligner son esprit martial. Sa conquête de l'île Kikai n'aide pas la situation financière. Il meurt peut-être jeune ou est tué par les forces de l'intérieur du royaume, les détails sont quelque peu flous. Comme il est courant pour les dirigeants qui président à la fin d'une dynastie, les moralistes l'ont dépeint cruel, violent, et manquant de vertu.

## Source de la traduction
- (en) Cet article est partiellement ou en totalité issu de l’article de Wikipédia en anglais intitulé « Shō Toku » (voir la liste des auteurs).